# Сражения за Върбица
Сраженията за Върбица са серия сражения на 14 август 1903 година по време Илинденско-Преображенското въстание, разиграли се в Източно Костурско, с които започва османското настъпление в района срещу въстаниците от Вътрешната македоно-одринска революционна организация. Сраженията завършват с падане на въстаническия център на планината Върбица и отстъпление на въстаниците на север към Вич.

## Развой
...когато на 13 августъ началството забѣлѣза отъ Върбица, че около езерото се натрупа много войска, то опрѣдѣли центровата чета да отиде и вземе позиции на Кайнакъ. Всички бѣхме увѣрени, че, за да нападнатъ четитѣ, войскитѣ ше минатъ прѣзъ тѣсната полска ивица и прѣдъ Загоричани или Бобища ще се изкачатъ на Върбица. И наистина, нашата смѣтка до нѣкѫдѣ почна да излиза вѣрна. На 14 авг. сутриньта едно многочисленно отдѣление тръгна по посока къмъ полската ивица. Ние открихме огънь. Сражението трая много малко врѣме. Войскитѣ се върнаха обратно. Тогава видѣхме прѣдъ единъ офицернъ, каченъ на бѣлъ конь, се изправиха нѣколко други. Скоро тѣ заминаха и войскитѣ се раздѣлиха на три части и по теглиха къмъ Кайнакъ отъ три разни страни. Като градъ куршуми се сипѣха по планината. И ние гърмѣхме върху купове солдати, които зеха да се изкачватъ по стръмнината. Но ние бѣхме само 60 души и не можехме да спремъ сила сто пѫкти по голѣма отъ нашата. Ние отстъпихме на други позиции, но и въ тѣхъ не можахме да се задържимъ отъ стрѣмителното движение на войскитѣ по върха на планината. Въ тѣзи отстѫпления изгубихме 27 души наши другари. Къмъ мѣстностьта Черенъ Върхъ войскитѣ прѣсрѣщнаха четата на с. Черѣшница. Слѣдъ една кѫса прѣстрѣлка и тази чета се принуди да отстѫпи. Войскитѣ стигнаха до селото Черѣшница и го подпалиха. Отъ тукъ възвиха на с. по билото на планината надъ с. Олища и къмъ мѣстностьта Дробъкъ тѣ бѣха спрени нѣколко врѣме отъ четата на войводата Поповъ, който бѣше се укрѣпилъ въ яки позиции.
На другия день къмъ Кайнакъ се изпрати центровата чета протпвъ войскитѣ, които взеха да се показватъ около Костурското езеро. 14 августъ се ознаменува съ рѣшителни настѫпления. Безчислени войски още рано зеха да се катератъ на Кайнакъ, безъ да обръщатъ внимание на огъня на центровата чета. Тѣ се изкачиха на върха и се движеха по рѫта на планината, като червени морски вълни. Първо минаха прѣзъ с. Черѣшница и го подпалиха. Послѣ възвиха къмъ Прѣкопана. По пѫтя бѣха ангажирани въ битка отъ четата на Попова. Нъ нищо не можеше да спре многобройната армия, която непрѣкъснато по пѫтя пушкаше и напрѣдваше. Слѣдъ като догориха Прѣкопана, прѣстанаха да вървятъ, до като се събератъ и всички закъснѣли отдѣления. Отдалечь изглеждаше като че ли срѣщната гола, планина бѣше покрита съ червена гѫста гора. Рѣшено бѣ да се отстѫпи. Настѫпателното движение па войскитѣ противъ съединенитѣ чети подкачи така: най-напрѣдъ потегли едно голѣмо отдѣление. Като напрѣдна то на около три километра, тогава потегли второ. Първото слѣдваше да върви. Когато измина и второто 3 километра, потегли трето и т. н. Прѣднитѣ редове на нашитѣ чети бѣха на позицитѣ си. Когато първото отдѣление се доближи на 400 крачки, четитѣ отвориха огънь. Тогава заднитѣ отдѣления се спуснаха да тичатъ едни на горѣ, а други на долу, за да ни заобиколятъ. Четницитѣ изпраздниха позициитѣ и зеха да се отеглюватъ въ редъ. Войскитѣ се настаниха на Върбица, а ние къмъ 11 часътъ бѣхме вече въ Клисура. Градъ отъ куршуми се сипѣше върху насъ. Минахме градеца и възвихме на югъ по върха на планината. Тукъ се раздѣлихме. Четитѣ отъ леринскитѣ раиони зеха Блацкитѣ високи планини къмъ Емборе, а нашата чета остана да отпочине въ планината надъ Котори.
След превземането на Невеска от въстаналите българи на 12 август, на 13 август завършва прехвърлянето на 6000 османски войници от Костур с лодки до Маврово. Османците се готвят за настъпление през Пополе към планината Върбица, на която е Горското началство на революционния район. Началството изпраща 200 въстаници, начело с Марко Иванов, които заемат височината Кайнако, североизточно от Маврово. На следния 14 август сутринта аскерът настъпва срещу Кайнако и след упорита съпротива въстаниците отстъпват.
Следващото сражение е на височината Църн вър, защищавана от Черешнишката, Блацката и Бабчорската чета. Сражението на Църн вър дава възможност на четниците на Марко Иванов да отстъпят към Вич.
На обяд на 14 август една турска част влиза в Черешница, след което настъпва към Прекопана, но по пътя е пресрещната от отряда на Иван Попов. Започналото сражение продължава няколко часа, след което въстаниците се оттеглят към Вич. Османците изгарят Прекопана и настъпват към Върбица.
На Върбица 300 въстаници дават четвъртото сражение за деня, което е кратко но ожесточено. В резултат въстаниците отстъпват към Вич. Османците овладяват Върбица. Над 200 души умират, след като ядат от отровени със стрихинин припаси оставени от въстаниците. Българските жертви през деня са 27 убити.
В резултат на въстаническото отстъпление османците влизат в Клисура. На 16 август войската опожарява Загоричани, Бъмбъки, Мокрени, Бобища, Кондороби. На 21 август османците настъпват към Вич.